# Santuario de Aránzazu
El santuario de Nuestra Señora de Aránzazu (en euskera y oficialmente Arantzazu) es un santuario católico mariano situado en el municipio guipuzcoano de Oñate en el País Vasco en España, donde se venera a la Virgen de Aránzazu, patrona de esta provincia, conmemorando la leyenda de su aparición en 1468.
Se encuentra a 750 m s. n. m., rodeado de montañas y vegetación. Desde 1514 está servido por la Orden de los Franciscanos. Su basílica, construida en la década de 1950, es una obra arquitectónica, escultórica y artística de gran relevancia, en la que han trabajado eminentes artistas de renombre internacional. La devoción a ésta advocación fue llevada a Filipinas, Argentina, México y otras latitudes.

## Etimología
El nombre del santuario, del lugar y de la Virgen está relacionado con la leyenda de su aparición. En sí, la palabra arantzazu se compone de "arantza" que se traduce como "espino" y el sufijo "zu" que indica "abundancia" por lo que viene a significar "abundancia de espinos" y hace referencia a la existencia de abundantes arbustos espinosos en el lugar.

## Historia
Esteban de Garibay, en su Compendio historial de las Chrónicas y universal historia de todos los Reynos d'España (1571), dice que la Virgen se le apareció a una doncella llamada María de Datuxtegui. En el mismo libro, sin embargo, da otra versión, que es la más conocida. Garibay dice que recogió esta historia de boca de un testigo que habría conocido a un pastor llamado Rodrigo de Balzategui. Este hombre había dicho que había descubierto la pequeña imagen de la Virgen con el niño en brazos, escondida entre una mata de espinos, junto a un cencerro. Al verla habría exclamado: Arantzan zu?!, que quiere decir "¡¿en los espinos, tú?!".
Esta leyenda vuelve a aparecer en la primera historia del santuario escrita por el franciscano Gaspar de Gamarra ochenta años después (en 1648):

Llámasse Aránzazu en buen lenguaje cántabro-bascongado y como la ethimología de haverse hallado esta santa imagen en un espino, que en esta lengua se llama Aranza y se le añade la dicción zu, y es a mi ver lo que sucedió en el misterioso hallazgo de esta soberana margarita que, lleno de admiraciones el pastor, viendo una imagen tan hermosa y resplandeciente de María Santíssima que hacía trono de un espino, la dijo con afectos del corazón: Arantzan zu?, que es como si dixera en lengua castellana: Vos, Señora, siendo Reyna de los Angeles, Madre de Dios, abogada de pecadores, refugio de afligidos, y a quien se deven tantas veneraciones y adoraciones, cuando merecíais estar como estáis en los cielos en throno de Seraphines, mucho más costoso y vistoso que el que hizo Salomón para su descanso. Vos, Señora, en un espino?

El historiador Padre Lizarralde, que creó el escudo del santuario, se basó para ello en la leyenda y diseñó un espino del cual brota una estrella que con su luz espanta al dragón, mandándolo al abismo. En la cenefa se lee “Arantzan zu”.

## Ubicación
La ubicación del santuario es excepcional. Se sitúa a escasos 10 km de la villa de Oñate (Guipúzcoa), a los pies de las campas de Urbía, en medio de una sucesión de barrancos y oquedades, montes rocosos y pequeños ríos que se pierden en el fondo del valle bajo el edificio del santuario. Varias las sierras que convergen en el lugar: la sierra de Elguea, la de Aitzgorri y el macizo de Aloña, que queda separado por un gran barranco en cuyo fondo corre el río y sobre el que se alzan los picos de Aitzabal, Beitollotsa y Gazteluaitz.
La carretera que desde la villa sube al santuario va adentrándose en las montañas calizas bordeando el acantilado sobre el río. Poco después de salir de Oñate se tiene una formidable vista del conjunto urbano desde el balcón natural que ofrece el alto de Urtiagáin. Desde allí el camino está sembrado de pequeños puntos de religiosidad, figuras de vírgenes, capillas… Sobre el valle de Urrexola, donde al otro lado del río se ve la carretera que llega a Araotz, cuna de Lope de Aguirre, ya se divisa el peñón que da nombre al valle y que sitúa el santuario. El empinado camino asciende bordeando el acantilado y mostrando las singularidades de los montes calizos con sus cuevas y simas, algunas de las cuales se llegan a distinguir, por su enorme tamaño, como el boquetón de San Elías, que guarda en su interior una ermita dedicada al santo, desde la propia vía. En algunos tramos del ascenso se puede ver la antigua calzada que recorrían los peregrinos, como lo hizo Ignacio de Loyola, para ir a ver a la que consideraban su madre. Curvas que se abren cerca de caseríos y antiguos establecimientos para peregrinos y que va indicando la cercanía del mariano lugar. Después de pasar al borde de una profunda sima se muestran los edificios que componen el complejo monasterial, entre los que destaca la basílica, con su impresionante fachada y torre.
La amplia plaza (que en parte se usa como aparcamiento) se dispone entre los austeros muros del seminario franciscano y el barranco. Enfrente, hacia el alto, a la derecha de la carretera, se encuentra la basílica, con gran fachada enmarcada entre dos torres gemelas y protegida por la torre campanario, separada unos metros a la izquierda. El inicio de la fachada, diseñada por Oteiza, se sitúa a un nivel inferior al del camino. Unas amplias escaleras dan paso, bajándolas, a las grandes puertas de hierro. Esto hace que el friso que representa a los apóstoles, en número de 14, quede a la misma altura que la vía. Sobre este friso y en medio de una fachada lisa se ubica una figura virginal. Las torres, construidas con grandes piedras calizas, talladas en punta de diamante simbolizando espinas, enmarcan el conjunto.
Bajo la actual construcción se halla la antigua basílica, que actualmente está convertida en cripta, que recoge una vanguardista obra pictórica en sus paredes.
El conjunto se complementa con varios edificios diferentes, algunos de ellos muy anteriores, que ofrecen los servicios precisos a las personas que se acercan al santuario o pasan por allí en busca de las cumbres de las montañas que lo rodean.
El lugar se encuentra a 750 m de altitud y se está colgado sobre un profundo valle. Es uno de los puntos de partida para numerosas excursiones, en especial al macizo de Aitzgorri y a todo el complejo pastoril de Urbía, así como a los montes que componen la sierra de Elguea.
En la zona se extiende un complejo kárstico con numerosas cuevas, simas y sumideros. Se puede dividir en cuatro subzonas de interés:
- Zona de Orkatzategui-Andarto-Kurutzeberri, en donde hay una sima de más de 20 m, la de Valle Gaztelu.
- Zona de Arrikurutz, con una gruta de más de 6 km de galerías exploradas donde se hallaron fósiles y restos de animales.
- Zona de Ubao, con el complejo del Aloña.
- Zona de Urbía-Aitzgorri, en donde destacan Zubiondoko Lezia y Urdabide I.

## La imagen de la Virgen de Aránzazu
La imagen de la Virgen de Aránzazu es una talla en piedra de perfil gótico de diseño simple. En la mano derecha tiene una bola simbolizando el globo del mundo y con la izquierda sostiene al niño que se sienta en la pierna del mismo lado algo sentado. Mide 36 cm y pesa 9 kg. Describen el rostro de la imagen como el de una «aldeana sana de ancho cuello y generoso pecho». El niño no está tan bien trabajado como la figura principal; tiene un aire bizantino y lleva un fruto en su mano izquierda. Suele presentarse sobre un tronco de espino blanco y con un cencerro al lado.

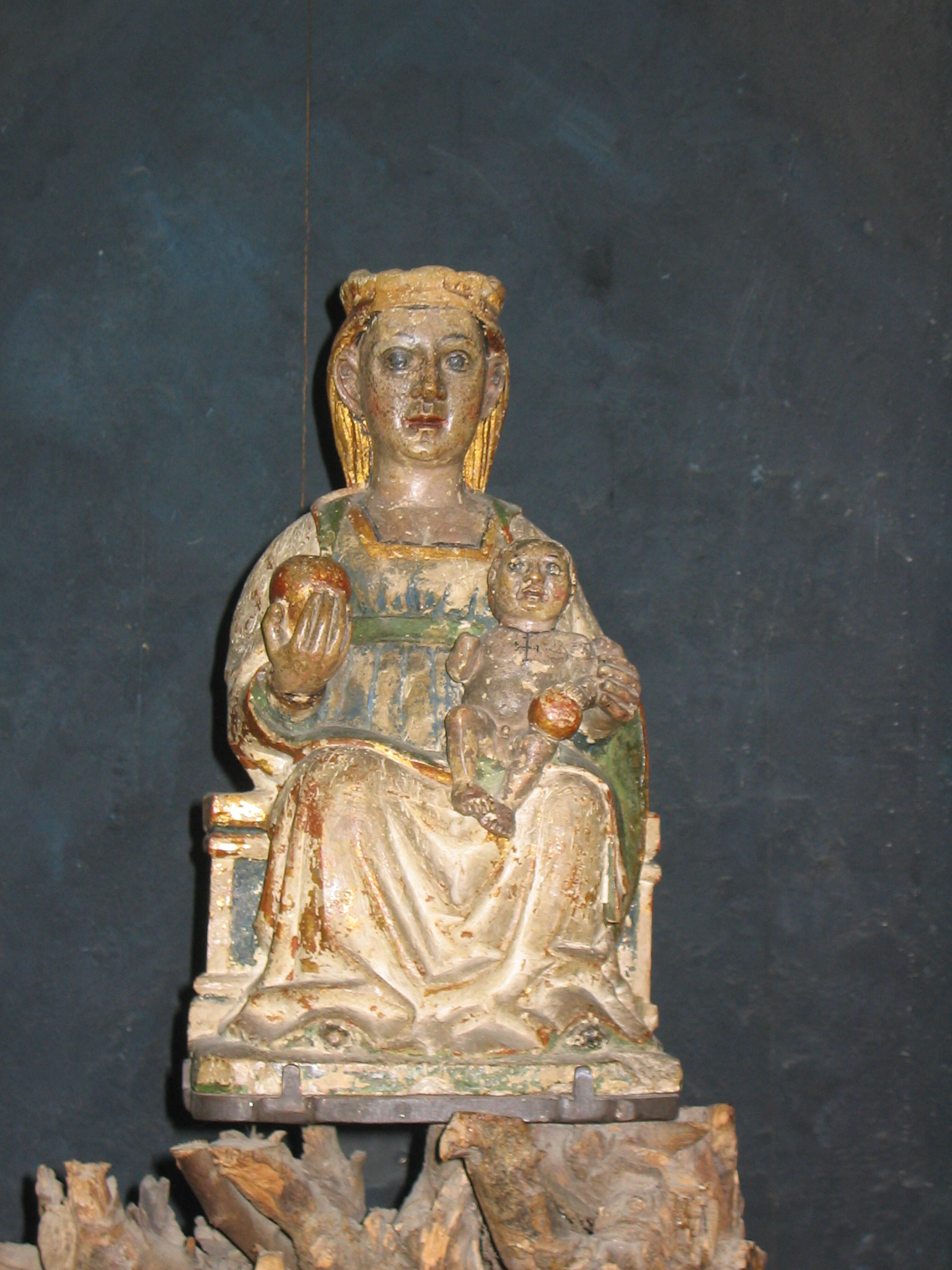
Virgen de Aránzazu.
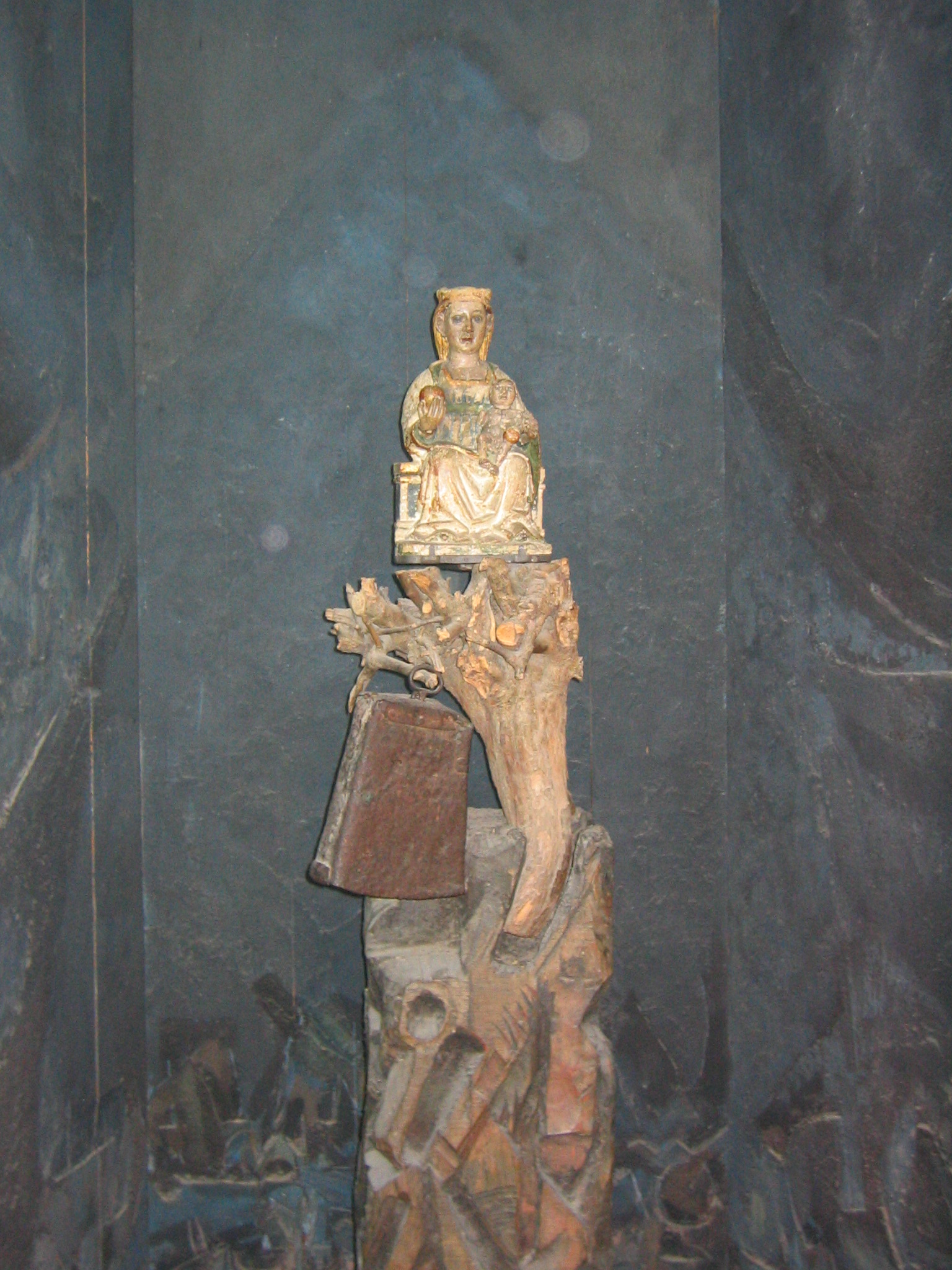
Virgen sobre el espino.
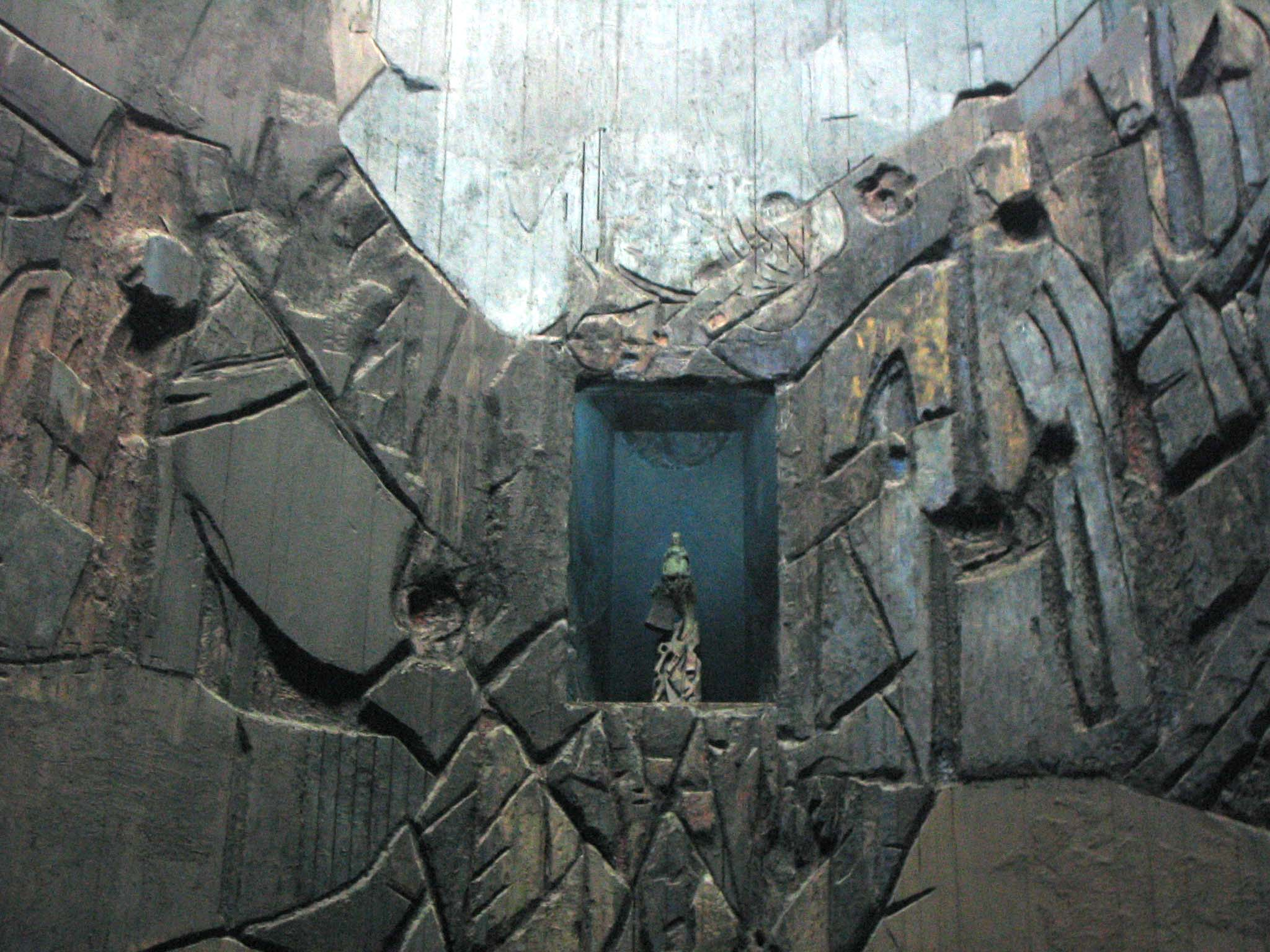
La Virgen en su ubicación en el ábside.
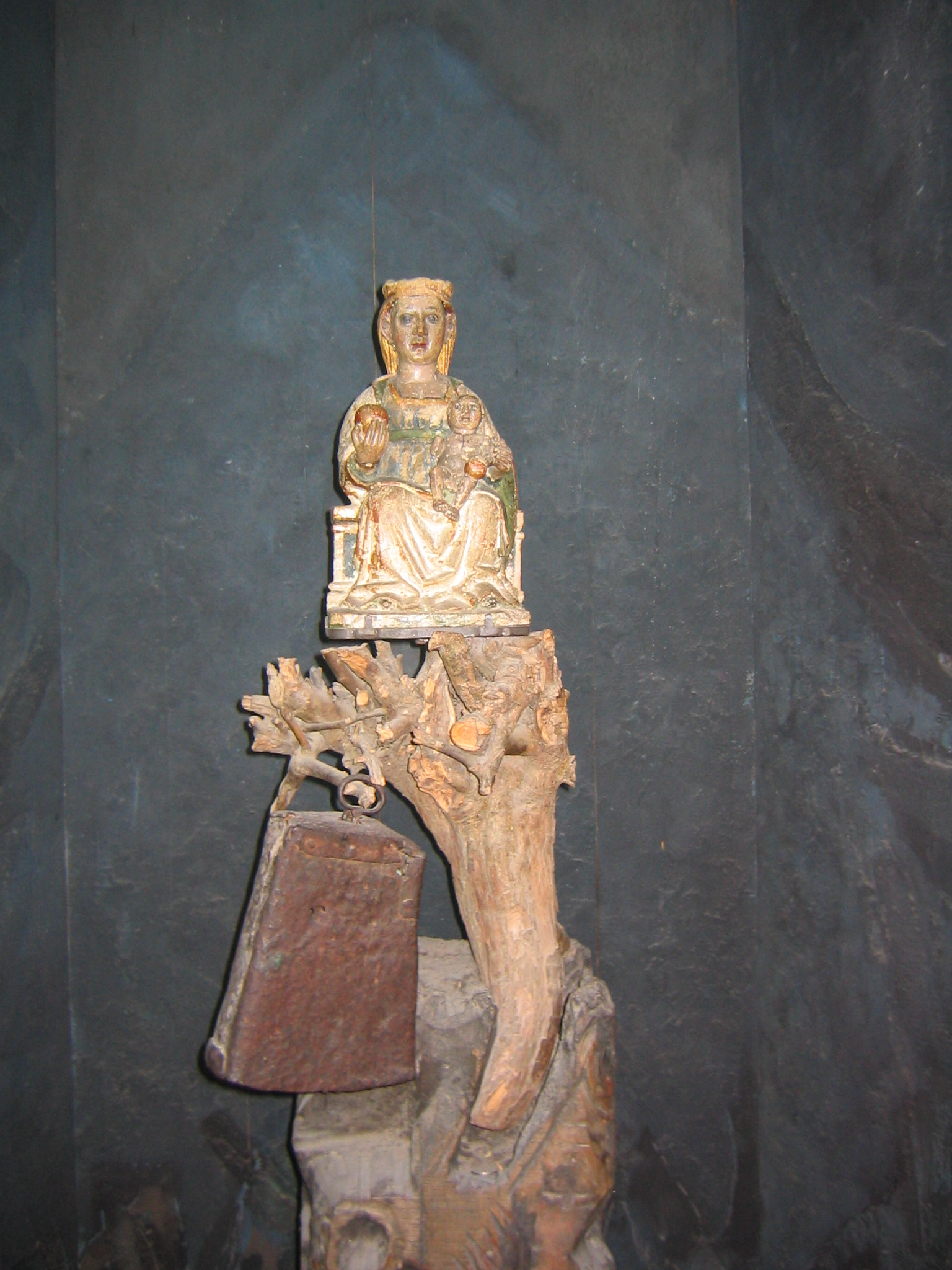
La Virgen sobre el espino y con el cencerro.

## Historia
La larga historia del santuario de Aránzazu no ha dejado muchas reliquias ni documentos. Ello se debe a varios hechos que produjeron la pérdida de buena parte del patrimonio, obligándolo a comenzar prácticamente desde cero, en el siglo XIX. Entre estos hechos destacan tres incendios.

### Inicios
En la primera mitad del siglo XV se estaban produciendo en los diferentes territorios del País Vasco las guerras de bandos que enfrentaban a los oñacinos y a los gamboínos, que arrastraron al país a la ruina. Sobre esas mismas fechas se produjo una gran sequía, que algunos achacaron a un castigo divino por las atrocidades de la guerra. Fue por entonces cuando apareció la imagen de la Virgen en el monte Aloña.
Según cuenta la leyenda, fijada en torno a 1468, el pastor Rodrigo de Baltztegi encontró la imagen de la Virgen. Este bajó al pueblo, que estaba realizando rogativas para que terminara la sequía, y les contó el hallazgo, indicándoles que debían ir en procesión hasta el lugar donde estaba la Virgen para que comenzara a llover; cosa que sucedió cuando bajaron la imagen hasta la villa.
Se constituyó la Cofradía de Aránzazu, de la que formaron parte los nobles de Oñate. Esta cofradía, que en sus inicios solo era para los vecinos de Oñate y Mondragón, desaparecería en 1834. Juana de Arriarán apoyó económicamente el incipiente santuario y construyó una hospedería para peregrinos al lado de la ermita de la Virgen y mandó llamar a su hijo, Pedro de Arriarán, que era fraile mercedario, para que se instalara en el lugar con varios frailes de dicha orden, erigiendo un monasterio con la licencia del Conde de Oñate. Para 1493 ya está establecida la comunidad Mercedaria en Aránzazu.
Los Mercedarios abandonarían pronto el monasterio. Pedro de Arriarán intentó entonces que los franciscanos se hicieran cargo de las instalaciones, para lo que incorporó Aránzazu a la Provincia Franciscana de Castilla; pero surgieron problemas que hicieron imposible el proyecto, y en 1508 fueron los Dominicos quienes se hicieron cargo del convento y el santuario.
En 1510 se nombró prior al dominico fray Domingo de Córdova Montemayor. Los franciscanos entraron en pleitos con los dominicos por la pertenencia del monasterio, logrando sentencia favorable del tribunal de la Rota en 1512, por lo que dos años después, el 22 de abril de 1514, las instalaciones fueron entregadas a los franciscanos. No solo fueron los dominicos y franciscanos los que pleitearon para conseguir quedarse con el complejo espiritual; también los Jerónimos intentaron hacerse con él. Fue la propia Juana de Arriarán quien abogó delante de la reina Juana la Loca y llamó a los Jerónimos al santuario. Esto queda recogido en una bula del papa León X.

### Primer incendio
Para 1553, las instalaciones monacales estaban totalmente acabadas y en funcionamiento. Ese año sufren un incendio que las destruye por completo. El responsable provincial de los franciscanos, en una carta que manda a Ignacio de Loyola, describe el hecho de la siguiente manera:

Y es que todo aquel Convento con todo lo que había dentro se ha abrasado y quemado, excepto la iglesia que miraculosamente quedó reservada, y los religiosos aberse podido escapar, sin ser abrasados, sobre una peña, se tiene por particular favor de nuestra Señora. Subscedió por falta del edificio de la cozina que, como estava sobre hueco, caló el fuego abaxo sin poderse sentir hasta que no llevó ningún remedio, ni se pudo aber favor de gente en aquella tan grande soledad o yermo

 En este incendio se perdieron los archivos y los exvotos que se guardaban en claustro, testimonio de los agradecimientos de las gentes que acudían al lugar en busca de remedio.
Mediante la colaboración y la donación de los fieles y nobles, así como de muchas instituciones —el propio ayuntamiento de Oñate contribuyó con 300 ducados de oro—, se levantó un nuevo convento, que según el historiador Esteban de Garibay era mucho mejor que el anterior y edificado en un tiempo muy breve. En 1567 ya estaba terminada la obra del nuevo convento y se plantea la realización de reformas en la iglesia que se había salvado del incendio. Solo la construcción del nuevo altar y crucero tardó dieciocho años. En 1621 se trasladó y ubicó en el nuevo altar a la Virgen. Las autoridades católicas de Roma otorgaron un solemne jubileo y se celebraron varios actos festivos y litúrgicos que atrajeron fieles de toda la geografía vasca y navarra. Los actos se celebraron en castellano y euskera.

### Segundo incendio

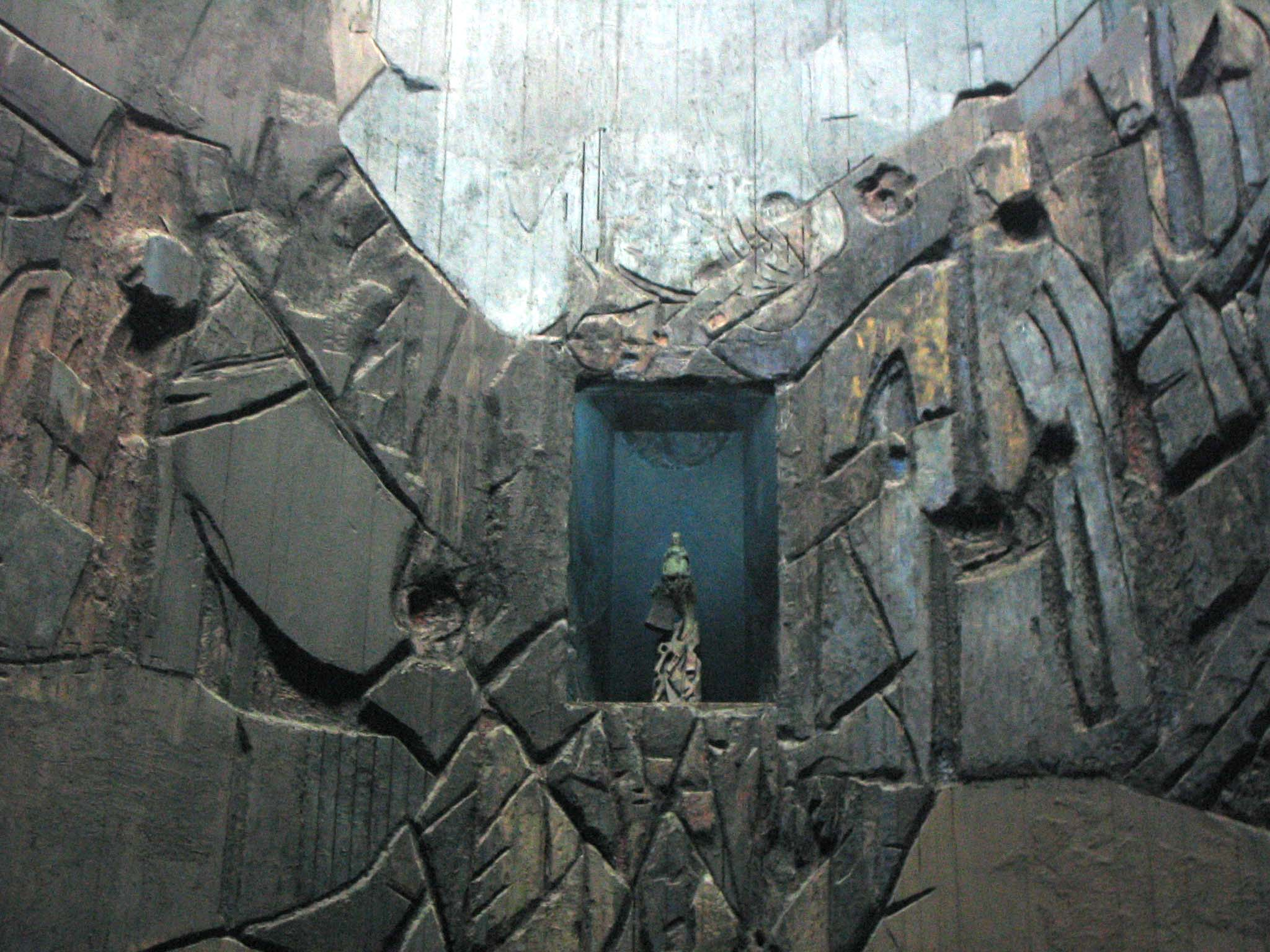
Virgen de Aránzazu en su altar

El 22 de julio de 1622, poco después de inaugurarse la nueva iglesia, otro incendio devasta las instalaciones. La Virgen se salva de las llamas pero todo lo demás queda destruido. Un testigo de dicho suceso los relata de la siguiente forma:

No se puede ponderar con palabras la turbación de corazón y aflicción de espíritu que nos causó a todos los que vimos, quedando más de ochenta religiosos, que a la sazón nos hallábamos en este santo convento, llenos de pavor y espanto, sin alivio alguno, ni abrigo, repartidos aquella noche por la montaña, aunque los más nos recogimos a velar y asistir a la santísima imagen

Después del nuevo incendio se volvió a reconstruir las instalaciones. De nuevo el apoyo de los fieles y de las autoridades fue fundamental para llevar a buen fin dichas actuaciones. Esta vez se ganaba terreno al barranco realizando parte de las obras sobre el vacío. Como decía el Padre Luzuriaga:

Cedió el Arte a la disposición soberana, y se sujetó la naturaleza fragosa de la montaña al brazo y superior nivel de nuestra ciencia, parece que con singular auxilio ayudó a trazar y disponer sobre barrancos de la profundidad los cimientos sobre el que se lebantase la Iglesia

La nueva iglesia contaba con dos capillas superpuestas, quedando la superior al servicio de la Virgen. Vistieron las instalaciones con varias obras de arte que el propio Luzuriaga dice que eran «riquísimas y artísticas joyas». La Virgen se mantenía detrás de un velo muy fino que solía ser levantado por dos monjes a petición de los peregrinos y rodeada de doce candelas y dos hachones. Tanto el altar como el coro fueron bien trabajados. En el coro se instaló un órgano, realizado por un fraile del propio convento, Juan de Tellería, que ya contaba fama de buen maestro de órganos. A la iglesia sucedió la construcción de otras dependencias de las instalaciones, como hospedería de peregrinos y aulas de enseñanza.

### ElsigloXIXy el tercer incendio
El siglo XIX fue muy poco favorable para el Santuario guipuzcoano. El 9 de agosto de 1809 el rey José Bonaparte, hermano de Napoleón Bonaparte y puesto por él, firmó una Orden que suprimía las órdenes religiosas y embargaba sus bienes. El 9 de septiembre la alcaldía de Oñate ordena el cumplimiento de la ley y el desalojo de las instalaciones del santuario. Queda a cuidado del mismo el presbítero Javier de Aguirre. Unos meses después, en diciembre, se nombra capellán a José Manuel de Uralde, que asume sus funciones con un séquito de 15 religiosos naturales de Oñate.
El 2 de julio de 1810 se traslada la imagen de la Virgen de Aránzazu a la iglesia parroquial de San Miguel de Oñate. El 24 de abril de 1811 detienen a nueve religiosos del monasterio que son llevados a Vitoria, Bayona (Francia) y Monmendi. Estos hechos sucedieron en plena guerra de la Independencia. Una vez finalizada la misma, se devuelve la imagen al santuario de Aránzazu el 20 de abril de 1814.
El 11 de septiembre de 1822 el santuario es atacado por un capitán de la Armada que prende fuego a algunas instalaciones causando daños menores. La comunidad religiosa abandona temporalmente el convento, refugiándose en la capellanía de franciscanas de Bidaurreta, en Oñate, llevando la Virgen con ellos. El 11 de junio de 1823 se volvería a subir la imagen a Aránzazu.
Las tropas liberales al mando del general Rodil, en el transcurso de la primera Guerra Carlista, al considerar a los frailes defensores del absolutismo de Fernando VII, destruyen las instalaciones del convento y el propio santuario, incendiándolo el 18 de agosto de 1834 y llevando presos a los componentes de la comunidad franciscana. Pronto se volvió a construir unas instalaciones provisionales que albergaban a la imagen y algunos pocos frailes que la cuidaban. El 13 de diciembre de 1840 se dicta una Orden por la cual se disolvía la comunidad franciscana de Aránzazu, aunque se mantenía la de Bidaurreta depuesta del hábito franciscano. El ayuntamiento de Oñate nombra capellán de Aránzazu al fraile Tomás de Echenagusía, y la imagen de la Virgen se traslada a la iglesia del convento de Bidaurreta.
El 14 de julio de 1844 el Jefe Político de Guipúzcoa da licencia para comenzar las obras de restauración de las instalaciones de Aránzazu. Las obras se terminaron en 1846, inaugurándose el 19 de octubre de ese año.
En la procesión que llevó a la Virgen desde Oñate a su nueva iglesia de Aránzazu participaron más de 10 000 personas.
En 27 de septiembre de 1878 se concede licencia para restaurar la comunidad de franciscanos. En 1879 se autoriza la recolección de fondos para poder llevar a cabo las obras de mejora del camino al santuario. La nueva carretera se inauguró en 1881, con nueve días de peregrinación. Tres años después, el 10 de agosto de 1884, se inaugura el nuevo edificio conventual, casi cincuenta años después de que fuera destruido en las atrocidades de la guerra.
El 13 de septiembre de 1885 era la fecha elegida para la coronación de la Virgen de Aránzazu, siendo esta la primera coronación canónica que se realiza en el País Vasco. Las circunstancias de una epidemia de cólera hacen que la coronación tenga lugar el 6 de junio de 1886.
Las instalaciones del santuario van completándose y en 1892 se inaugura el retablo mayor de la iglesia.

### ElsigloXX, la nueva basílica
El siglo XX fue el que más impacto ha tenido en la imagen del santuario. Si bien en lo espiritual otros tiempos fueron más fuertes, en la parte artística no hay duda de que este siglo marcó un hito en la historia del lugar, e incluso del país.
En 1902 se construye e inaugura el órgano (de la prestigiosa casa de Amezúa). Al año siguiente se dota a las instalaciones de una central eléctrica. El primer cuarto de siglo crece la comunidad en número y en relieve.
El 23 de enero de 1918 se nombra a la Virgen de Aránzazu patrona de la provincia de Guipúzcoa. Ya había sido adoptada por la comunidad franciscana en 1738 como Patrona de la Provincia franciscana de Cantabria, que comprendía el País Vasco, Navarra, Santander (hoy comunidad de Cantabria) y Burgos. El nombramiento se realiza a partir de la petición en esta línea que envió el ayuntamiento de la villa de Oñate a la Diputación de Guipúzcoa donde dice: 

El Patronato de la Madre de Dios de Aránzazu existe de hecho real y verdaderamente en Guipúzcoa desde el primer instante de su misteriosa aparición en las abruptas vertientes del Aloña; que coincidió con la pacificación de los bandos Oñacino y Gamboíno; con la consolidación del régimen foral, mediante las ordenanzas aprobadas por nuestra Provincia pocos años antes en las Juntas Generales de Mondragón; con la concesión soberana de los títulos de N. y L. otorgados a la misma enalteciendo su personalidad autonómica; y con un fenómeno material tan efectivo y patente como fue el beneficio de la lluvia, que por largo tiempo había hasta entonces negado el cielo a esta comarca devastada a la vez por los ardores de la sequía y los crímenes sin cuento de las luchas fratricidas…

#### La nueva basílica

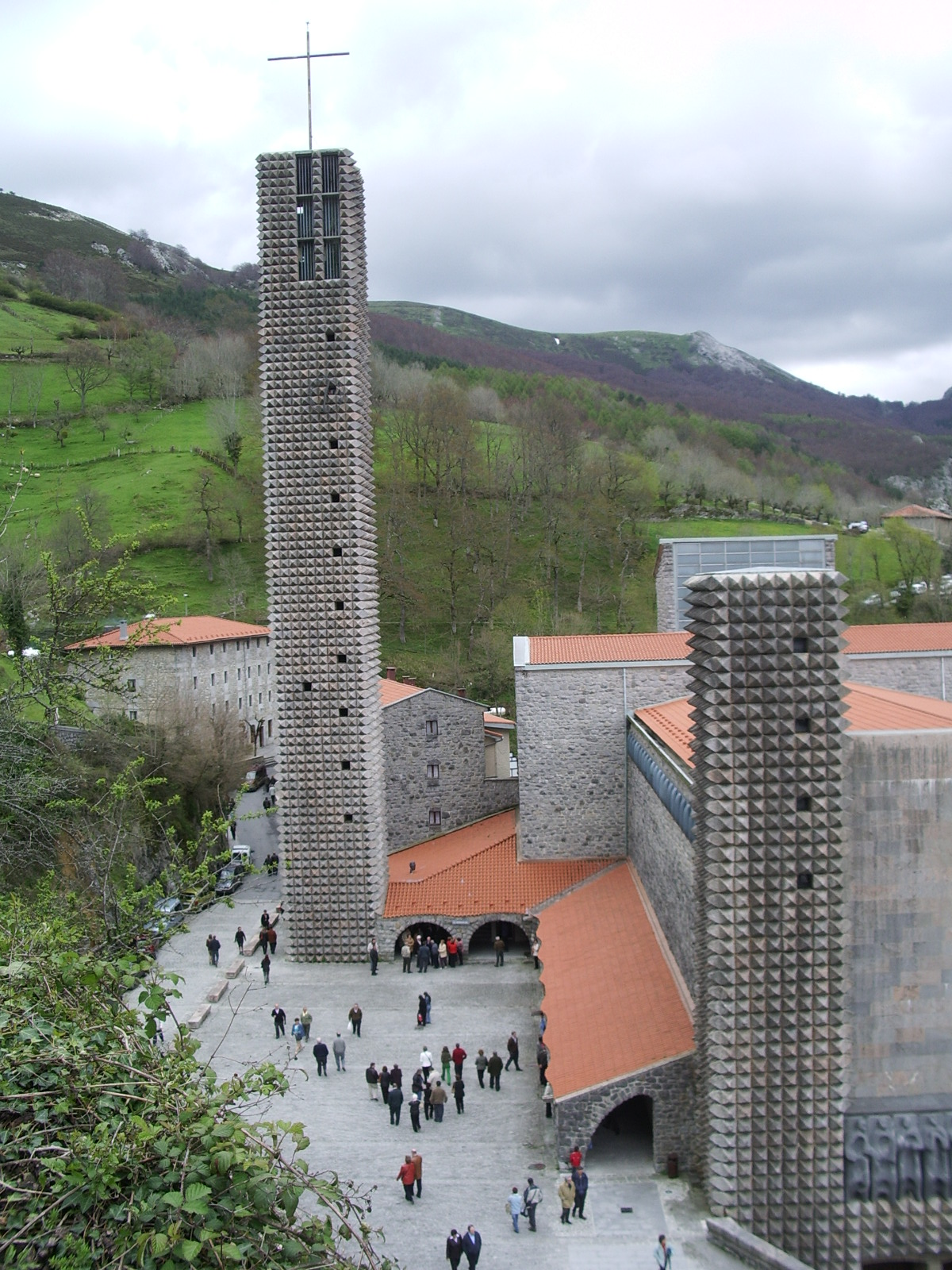
Santuario de Aránzazu

En abril de 1950 Pablo de Lete, Ministro Provincial de los franciscanos, lanza la idea de la necesidad de construir una nueva basílica. Ya en el llamamiento aboga por una edificación singular centrada en dos ideas, amplitud y relevancia artística. Ese mismo mes de abril se abre un concurso de ideas para la realización del proyecto. Las premisas eran las de respetar las construcciones monacales existentes y la entrada de la carretera. Se inscribieron 40 arquitectos, de los cuales presentaron proyectos 14 de ellos. Se seleccionó la idea de los arquitectos Sáenz de Oiza y Luis Laorga del colegio de arquitectos de Madrid.
Junto a los arquitectos intervienen el escultor Jorge Oteiza para la fachada principal, el pintor Lucio Muñoz para la decoración del ábside, el escultor Eduardo Chillida para las puertas principales de acceso, Fray Javier María Álvarez de Eulate encargado de las vidrieras, el pintor Néstor Basterretxea para la decoración de las paredes de la cripta y Xabier Egaña que firma las pinturas murales del camarín de la Virgen.
El 9 de septiembre se coloca la primera piedra y en la ceremonia los arquitectos elegidos dicen:

El proyecto supone, como parte integral del mismo, el marco de Aránzazu, con la rica pincelada de su vegetación y la maravillosa disposición de luz y sombras en sus rudos peñascos e impresionantes barrancos. La nueva Basílica revestirá los caracteres de robustez y de sencillez del pueblo vasco. Nada de líneas femeninas y académicas, que respiran a salón romántico. Será robusta, francamente agreste; la torre del campanil irá tachonada de piedras en punta, símbolo del espino.
El hecho de una construcción en la montaña nos ha movido a desechar materiales valiosos y decorativos, pero extraños, como el mármol y el bronce. La riqueza se conseguirá con el uso de materiales lósales, piedra, cal, madera, hierro forjado…

La construcción corrió a cargo de la empresa constructora Hermanos Uriarte (de Araoz) y se pudo celebrar la primera misa el 20 de agosto de 1955. Su bendición tuvo lugar el día 30. La iglesia no estaba completa, solo se había levantado el edificio. El 1 de julio de 1955, el obispo de San Sebastián había encargado a la Comisión Diocesana de Arte Sacro un dictamen sobre las obras y su relevancia artística. La Comisión respondió el 6 de junio de ese año ordenando parar dichas obras al entender que las actuaciones artísticas contempladas no tenían en cuenta los preceptos de la Santa Iglesia en materia de Arte Sagrado. El extracto del documento dice así:

Esta Pontificia Comisión ha examinado ponderadamente el proyecto de la nueva Basílica de Aránzazu, habiendo interrogado al efecto a artistas y estudiosos particularmente componentes en liturgia, arquitectura y artes decorativas. Esta Pontificia Comisión, que cuida del decoro del Arte Sagrado según las directivas de la Santa Sede, tiene el dolor de no poder aprobar los proyectos presentados. No se discuten las buenas intenciones de los proyectistas, pero se concluye que han sufrido extravío por las corrientes modernistas, que no tiene en cuenta algunos de los preceptos de la Santa Iglesia en materia de Arte Sagrado.

Así, después del primer acto litúrgico del 20 de agosto, es inaugurada el 30 del mismo mes a espera de que el tiempo cambiara los pensamientos y se levantará el veto al arte del siglo XX.
Durante la prohibición moría Carlos Pascual de Lara que había ganado el concurso para el diseño del ábside. Por ello en 1962, el 16 de marzo se convoca otro concurso para tal fin. A este concurso se presentan 112 artistas, de los cuales 42 presentan sus proyectos. Gana el madrileño Lucio Muñoz que lo realizaría en cinco meses con ayuda del escultor Julio López y el pintor Joaquín Ramos, además de un equipo de carpinteros.
Las esculturas que adornan la fachada principal del santuario quedaron inconclusas en el momento de la prohibición. No sería hasta 15 años después cuando se diera por finalizada la obra, que había cambiado ya en el ánimo del artista. Oteiza descarta los medallones en la fachada principal, que era la opción que había propuesto y se decanta por un conjunto de dos piezas centrado en la parte superior de la misma, respetando, eso sí, el friso de apóstoles. El conjunto representa a la Virgen Dolorosa cuando recoge el cadáver de Jesús.
Entre 1962 y 1964 se efectúan las obras de la parte final de la carretera de acceso y de la gran plaza aparcamiento. El verano de 1969, con ocasión de celebrarse el V centenario de la aparición de la Virgen, se inaugura el conjunto estructural y se consagra la nueva basílica. Todavía quedaba la cripta por hacer. Néstor Basterretxea la pintaría en los años ochenta con una colección de frescos muy modernista y de gran impacto, en particular el Cristo Resucitado que domina el altar.
Entre 2002 y 2005 se han llevado a cabo reformas en la explanada, construyéndose un nuevo edificio de servicios y nuevas instalaciones.

## La Basílica
Comenzada a construir en 1950, abierta a la liturgia en 1955 y consagrada en 1969, la basílica de Aránzazu destaca por la conjunción del arte del siglo XX y la religiosidad. Se levantó sobre la antigua iglesia, que había sido edificada en el siglo XIX después de ser destruida por el incendio de 1834. Conserva la planta de la misma que sirvió de cripta. Durante las obras no se interrumpieron los servicios religiosos.
El atrevimiento del diseño de los artistas que intervinieron en su construcción llevó a la paralización de la misma durante casi 15 años. La apertura que el Concilio Vaticano II supuso permitió que pudiera culminar el proyecto.
El proyecto es de los arquitectos Sáenz de Oiza y Luís Laorga del colegio de arquitectos de Madrid. Junto a ellos intervienen el escultor Jorge Oteiza para la fachada principal, el pintor Lucio Muñoz para la decoración del ábside, el escultor Eduardo Chillida para las puertas principales de acceso, fray Javier María Álvarez de Eulate encargado de las vidrieras, el pintor Néstor Basterretxea para la decoración de las paredes de la cripta y Xabier Egaña que firma las pinturas murales del camarín de la Virgen.
La empresa constructora fue Hermanos Uriarte y la obra se realizó bajo la dirección de Martín Inda y del arquitecto Damián Lizaur junto con los aparejadores Zumalabe y Ardid.

### Exterior de la basílica

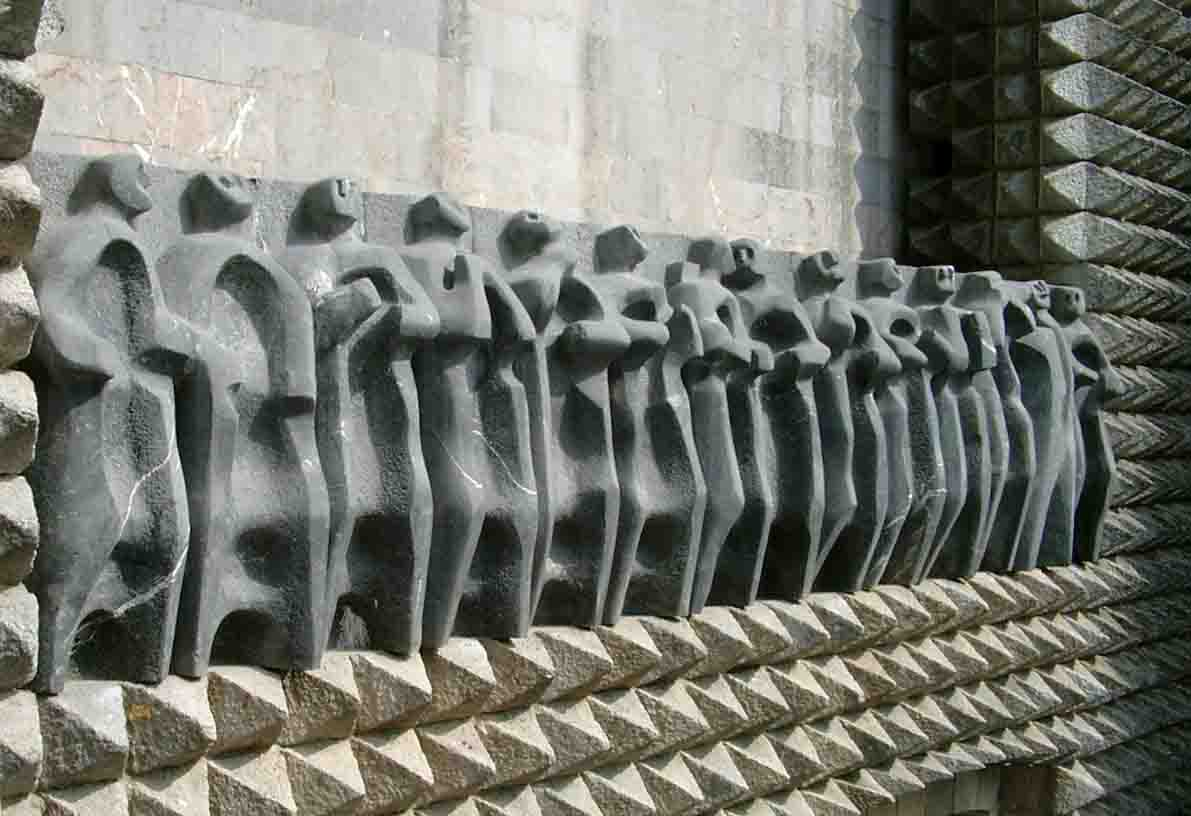
Los Apóstoles de Jorge Oteiza en la fachada principal

Es la talla en punta de diamante lo que llama la atención cuando se ve la fachada principal. Las tres torres que componen el conjunto, la del campanario, alejada unos metros y las otras dos que enmarcan la fachada, están realizadas con bloques de piedra caliza tallados en punta de diamante en clara alusión al espino en el que, según cuenta la historia, apareció la imagen de la Virgen.
La torre del campanario tiene 44 metros de altura y está coronada con una simple cruz de acero de 6 metros. Las torres laterales, más bajas, rodean una fachada lisa de piedra en la que se abren las grandes puertas de hierro de Eduardo Chillida. Las puertas quedan bajo el nivel de la calzada, abriéndose a una plaza a la cual se accede bajando unas escaleras. Estas puertas están decoradas con asimétricos dibujos geométricos. Al nivel de la calzada queda el friso de los apóstoles de Oteiza. Son 14 figuras de piedra (estas figuras, al igual que las dos que componen la representación central, pesan entre cuatro y cinco toneladas). Los apóstoles están ubicados en un espacio de 12 m. El significado de estos apóstoles lo explica el propio Oteiza de la siguiente forma:

La articulación única de las figuras permitía lingüísticamente expresión distinta de conocimientos o lecturas. Así, por ejemplo, si en uno de los ángulos de visión o de las perspectivas posibles, asociamos las 14 figuras con los 12 m para su colocación que tienen a lo ancho del muro, estos datos que coinciden con los de nuestra trainera tradicional, ya nos están favoreciendo imagen: el primer apóstol, a la izquierda que es Matías, el último de los discípulos admitidos por Jesús y que aquí pregunta, ahora lo veremos como patrón que guía a nuestros remeros, y los primeros al lado del que reza y hasta los dos del centro, los vemos de frente como remando, y cuando llegó al último, a la derecha ya es el mismo que guía y que regresa. Y, si en otra lectura, los dos del centro parece que se increpan es porque también se abrazan

El grupo central, arriba en el centro de la fachada, representa a una Dolorosa en medio del muro, que el artista ve como «un muro de soledad, la soledad de la muerte» que ofrece a su hijo al visitante (al peregrino que llega), un juego que se realiza con la imagen que guarda la basílica, la de la Virgen con el niño en alzas.
El conjunto se completa con una serie de arcadas que recorren el lateral de la iglesia que da a la calle y el ábside sobre el acantilado en donde se aprecian los restos de la construcción anterior y el rigor de la obra.

### Interior de la basílica

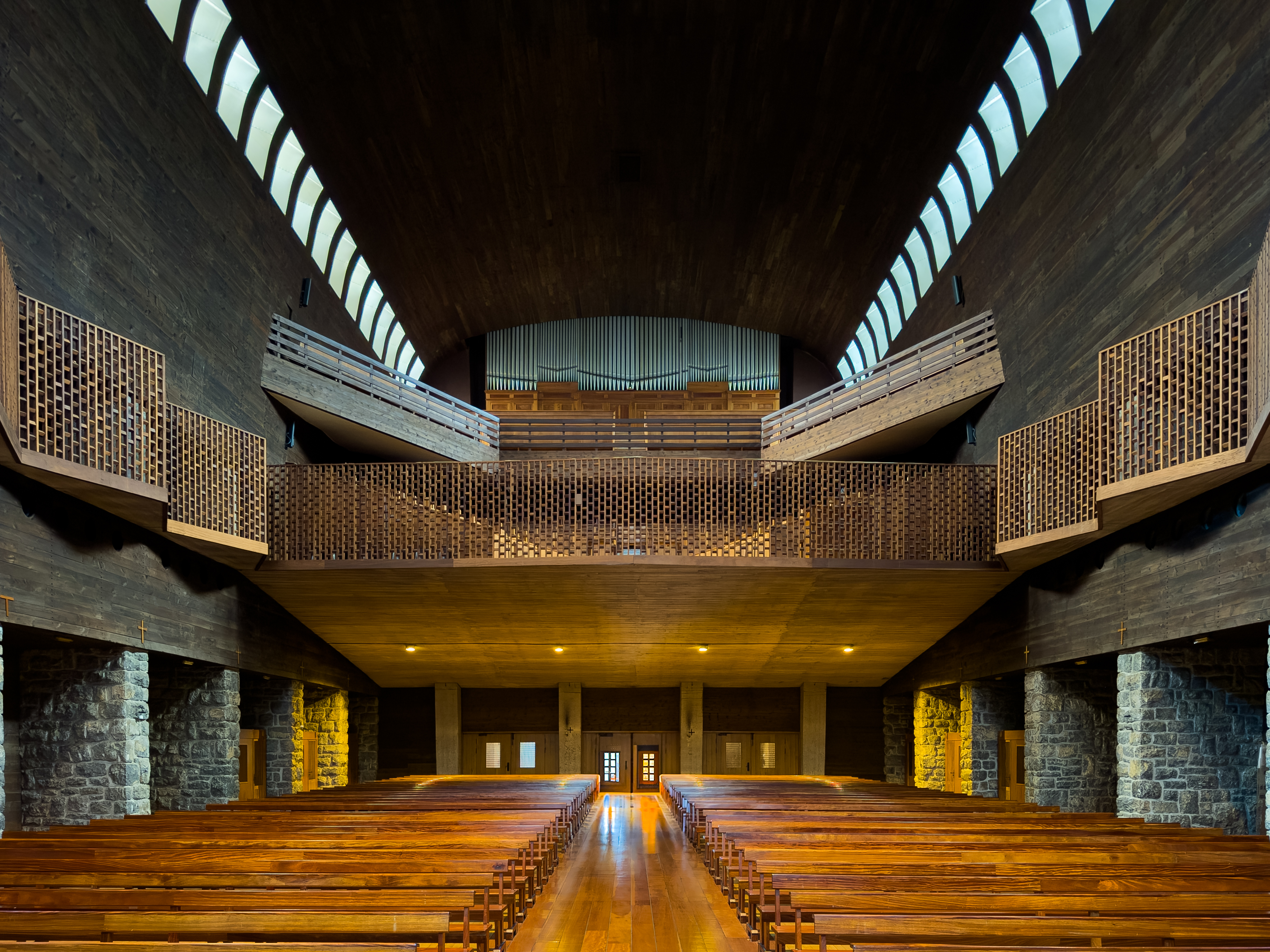
Vista general de la nave

Proyectada para acoger cómodamente a mucha gente, la basílica de Aránzazu tiene unas medidas de 66 m de longitud, 20 de anchura en la nave, 33 en los brazos de los cruceros y una altura de 20 m con una superficie de 1200 m². Su sonoridad es excepcional, lo mismo que su iluminación y su visibilidad.
Los confesionarios quedan escamoteados en los laterales sin ocupar espacio en la nave central. No tiene columnas que se interpongan entre el umbral de la basílica y el ábside. La nave, vista desde el altar, tiene la semejanza de un barco. La bóveda está recubierta de madera y los ventanales se asemejan a ojos de buey.
Los ventanales están cubiertos por las vidrieras que diseñó el franciscano donostiarra fray Javier Álvarez de Eulate y que se realizaron en la localidad francesa de Metz. Estas vidrieras son motivos abstractos de multitud de colores. La nave queda en un nivel de luminosidad tal, entre el deslumbramiento y las tinieblas, que invitan al recogimiento. Debajo de los coros se buscó una iluminación mucho más restringida para aquellos que prefieren un recogimiento más íntimo.
Sobre los coros se sitúa el órgano cuya ubicación esta especialmente diseñada para su óptima sonoridad en todo el recinto basilical. Los teclados del órgano, tres manuales y uno de pie, están situados en el primer coro, el utilizado por los frailes; este coro consta de 155 asientos y posee un altar en el que se celebran los actos litúrgicos de la comunidad franciscana. El segundo coro queda muy alto, ofreciendo una impresionante vista de la nave.

#### El ábside

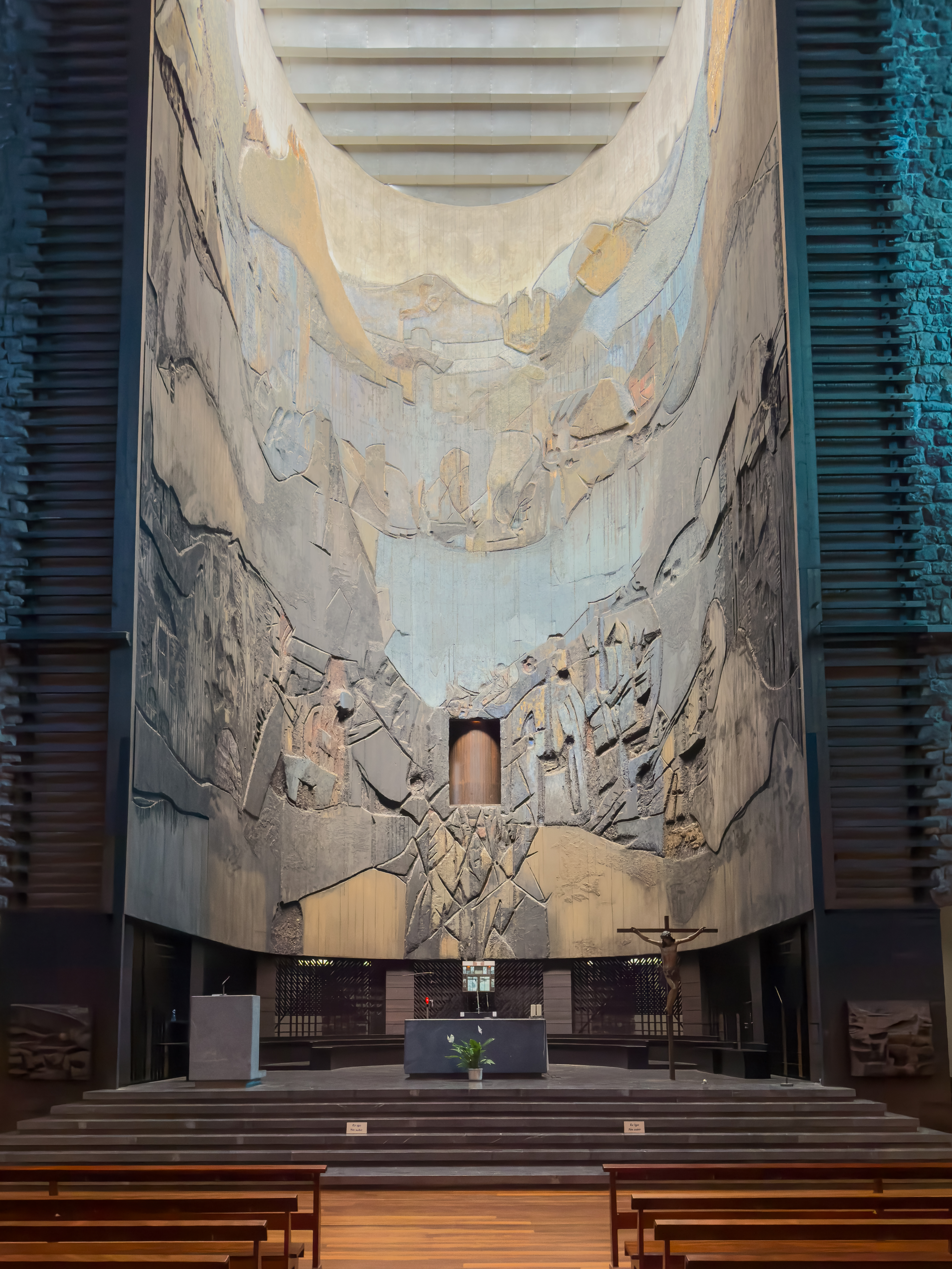
Decoración del ábside, retablo de Lucio Muñoz

Decorado por Lucio Muñoz, el ábside de la basílica de Aránzazu ha sido llamado por algunos la Capilla Sixtina del siglo XX.[cita requerida] Con una superficie de 600 m² fue realizado en cinco meses sin labor alguna de estudio. Junto con Lucio trabajaron el escultor Julio López y el pintor Joaquín Ramos. En él se enmarca a la pequeña imagen de la Virgen en medio de una alegoría de la Naturaleza.
Inspirado en el paisaje de la región, que confiesa le impresionó, Lucio Muñoz diseñó una obra acorde al paisaje y a la trascendencia del tiempo, a la religiosidad de los que acuden a visitar a su Virgen.
La iluminación del conjunto del ábside, que entra por un ventanal frontal superior, destaca la pintura y el cajetín donde se ubica la imagen, al cual se puede acceder mediante unas escaleras interiores para que los peregrinos lleguen a ver de cerca a su Virgen.
La parte baja del retablo está constituida por colores ocres, opacos y silenciosos en referencia al espíritu de la tierra de Guipúzcoa y Aránzazu. En la parte media, se aprecia un bloque de madera talado en formas muy agudas que hace referencia al espino en el que apareció la imagen. Sobre este bloque se abre el camarín donde se ubica la Virgen, y sobre el mismo se abren en azules de diferentes matices hasta desaparecer. A la derecha del camarín, también en azules se representa la paz que consiguió la aparición de la Virgen en Guipúzcoa.
La obra se inauguró el 28 de octubre de 1962 y en ella se invirtieron 65 m³ de maderas nobles, más de cuatro toneladas de raíles, 280 kg de tornillería, 433 m de ángulos de hierro y 280 l de pintura.

#### La cripta

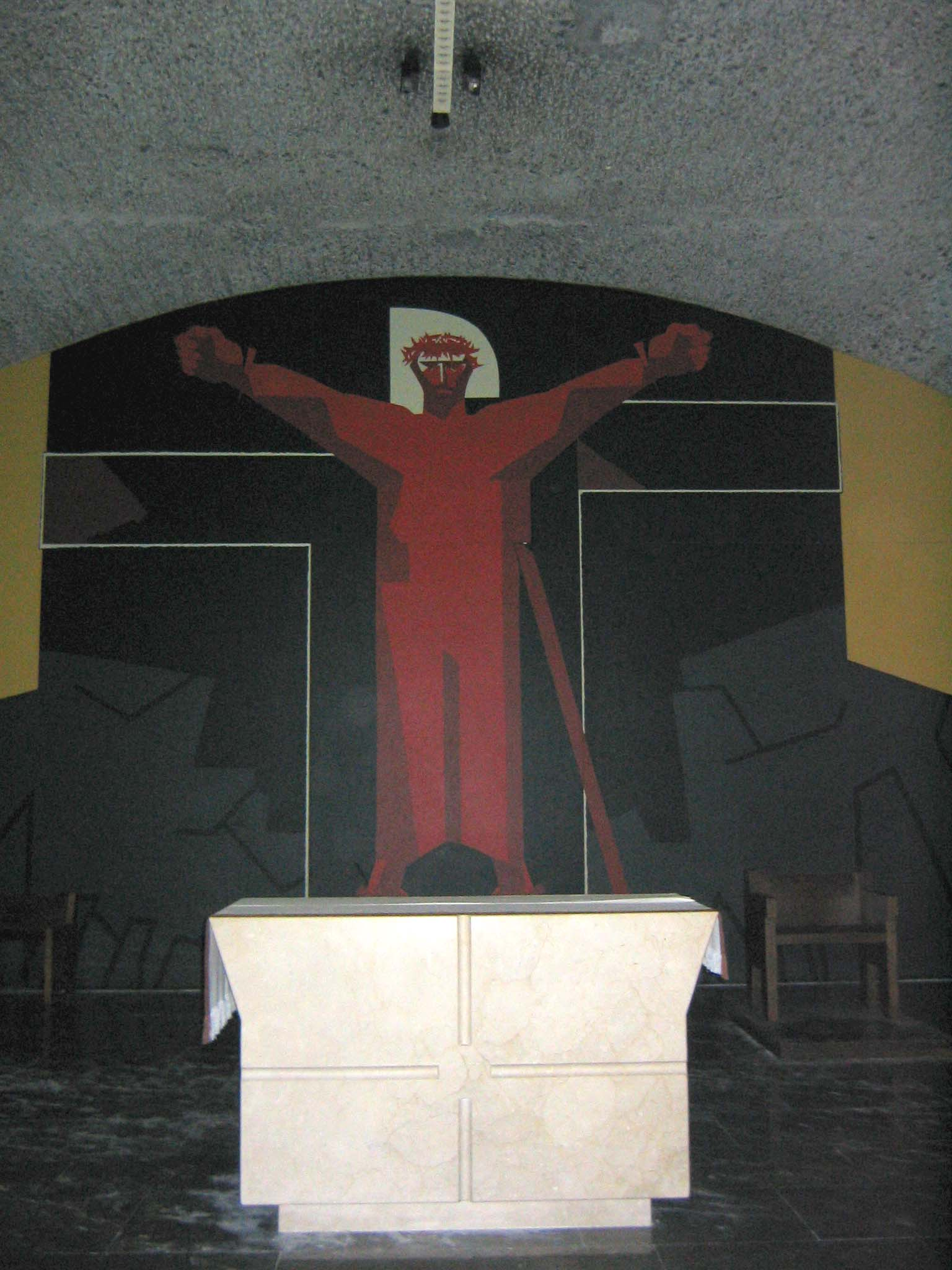
Cristo Resucitado, muro del altar en la cripta. Pintura de Néstor Basterretxea

La cripta es lo único que se conserva del templo del siglo XIX. Este fue rebajado y destinado a dicha función. En 1984 Néstor Basterretxea termina los murales que decoran sus paredes. El 8 de noviembre de 2009, 25 años después, se reinauguran estas pinturas tras una remodelación de la iluminación. Néstor Basterretxea había comenzado su obra en 1952, pero debido a discrepancias con los responsables de la iglesia y los frailes quedó paralizada hasta los años ochenta de ese siglo. Acabada la obra, el desencuentro entre los frailes de Aránzazu y el artista se mantuvo hasta principios del año 2009 cuando llegaron a un acuerdo.
Basterretxea ganó el concurso de ideas abierto para la renovación del monasterio junto con el pintor madrileño Pascual de Lara. Se decidió que De Lara pintara el ábside y Basterretxea la cripta. Junto al resto de los artistas que trabajaban en el santuario, Basterretxea comenzó su obra en 1952. En 1955, cuando los esbozos estaban realizados y se iba a proceder a su pintura, son borrados con agua y jabón y tapados por pintura blanca. Más de 25 años después Basterretxea pide a la Diputación de Guipúzcoa terminar su obra. El entonces diputado general, Xabier Aizarna, le da el visto bueno y le facilita los materiales necesarios y dos ayudantes y comienza a pintar una nueva versión de los murales que no tenía nada que ver con la primera. En la primera versión, los temas fueron dados por los frailes (pecado, expiación, perdón y gloria), en la segunda el artista no consultó con regentes del monasterio la temática que iba a plasmar en las paredes del templo.
Las pinturas se realizaron sobre tablero en un local diferente al de la cripta. Basterretxea creó con «toda libertad» los 18 murales que componen la colección, en los que relata «la creación del universo, la confusión del hombre ante la fuerza de la naturaleza, el nacimiento de los mitos...» y culmina en el impresionante Cristo vestido de rojo del altar. El artista expresa la representación del Cristo de la siguiente forma:

Me metí redentor e hice un Cristo que, con la cruz a cuestas y de espaldas, se alejaba de nosotros, que no estábamos a su altura. Cuando altas instancias eclesiásticas le recordaron que mi propuesta alteraba el sentido de la misa. Como de eso entendían más que yo, le di la vuelta y pinté un Cristo tremendamente severo. Creo que es la cara que nos pondría Cristo si volviera.

Las pinturas son de gran impresionismo y se extienden por los 500 m² de paredes que tiene el local. Destaca el gran Cristo rojo, Cristo resucitado, que con los brazos en alto sobresale de la cruz. Cada uno de los muros tiene su significado. Desde la estructura de la Creación que se muestra en el “muro 1” y las diferentes etapas de la misma hasta que parece el hombre (muro 4) ante la Naturaleza que tiene que vencer. El sacrificio del Mesías, de Cristo, y de él el nacimiento del cristianismo con la cruz como la esperanza de salvación (muro 5). Los cristianos perseguidos, martirizados en nombre del Salvador (muro 6). La cruz vive entre el mundo y el hombre (muro 7), el hombre contra el hombre encerrando a la libertad (muro 8). La amenaza de la destrucción, del poder de la aniquilación en mano del hombre (muro 9). Cristo irrumpe fuerte en el desasosiego de la aniquilación. El Cristo de vida, de resurrección, en contraposición de la muerte (muro 10, trasera de altar). La resurrección de Cristo da la vida (muros 11 y 12). La armonía, el esplendor de la Buena Nueva, la verdad (muros 13 y 14). San Francisco de Asís recibiendo los estigmas (muro 15), muriendo (muro 16)… las plantas, el sol, la luna, las estrellas… hermanas (muros 17 y 18).
Cuando el visitante entra en la cripta no puede más que sobrecogerse ante la fuerte presencia del Cristo resucitado que se ve, triunfante, al fondo de la estancia.

### Reconocimientos
La obra de la basílica de Aránzazu ha sido reconocida internacionalmente y ha obtenido varios premios importantes. En mayo de 1963 el Colegio de Arquitectos Vasco-Navarro le concedió el premio Juan Manuel Aizpurua.
En 1964 se le concede a Lucio Muñoz la Medalla de Oro de la Bienal Internacional de Arte Cristiano de Salzburgo (Austria), por la decoración del ábside de Aránzazu.
El 23 de junio de 1973 se incluye parte de la obra del santuario (el ábside, dos apóstoles de Oteiza y el grupo de la piedad) entre las obras expuestas en los Museos Vaticanos en la colección de Arte Religioso Moderno.

## El Aránzazu social
Desde sus inicios, la influencia del convento y de la Virgen se ha dejado sentir en el territorio de alrededor. La fama milagrera de la Virgen extendió su culto por buena parte del norte de la península ibérica y por los territorios del País Vasco Francés. Las peregrinaciones siempre fueron numerosas y la respuesta de los fieles a los llamamientos de ayuda, tras los diferentes desastres que se han dado en la historia del santuario, muy positivas. Era muy corriente durante los siglos XVII y XVIII que los testamentos tuvieran cláusulas en las que se donaba parte de las riquezas al monasterio.
Las especiales circunstancias que han caracterizado al pueblo vasco, una gran fe y devoción con un alto grado de vocaciones para entrar a diferentes órdenes religiosas o para servir a la iglesia y la emigración a las tierras americanas y de otras partes, tanto de religiosos con el objetivo de la obra misional como de soldados y marinos, así como de trabajadores, llevaron la devoción a la Virgen de Aránzazu a tierras lejanas. Por esta causa es común encontrar iglesias y conventos destinados al culto de esta Virgen guipuzcoana en los países latinoamericanos.
El convento de Aránzazu se ha convertido en uno de los focos culturales del País Vasco. En él se desarrollan diferentes estudios, aparte de su seminario, y en 1968 fue donde se celebró la reunión y el llamamiento a la potenciación del euskera batúa, es decir, a la normalización y unificación de los diversos dialectos del vascuence.
La comunidad religiosa de Aránzazu realiza varias publicaciones, tanto de libros como de revistas. Guarda una biblioteca muy rica y especialmente referente para la literatura en lengua vasca.

## Los servicios religiosos
Son varias las manifestaciones religiosas que tiene lugar en el santuario, destacando la Solemne Misa Dominical (que suele ser retransmitida por radio), los actos de la Semana Santa y el Novenario de la Virgen, del 3 de agosto al 9 de septiembre, celebración de la fiesta de Nuestra Señora de Aránzazu. Se realiza misa solemne Benedicta por la tarde.
Las peregrinaciones, de gran tradición, suelen ser organizadas por parroquias y grupos cristianos de base de los territorios del entorno vasco; se realizan desde mayo hasta octubre.
Existe un servicio, llamado Axolaz, que presta atención personal a todo aquel que necesite hablar (independientemente de su credo o ideología).

## Cine
El Santuario de Aránzazu sirvió como escenario para algunas secuencias de la película El día de la Bestia, de Álex de la Iglesia.

## Galería

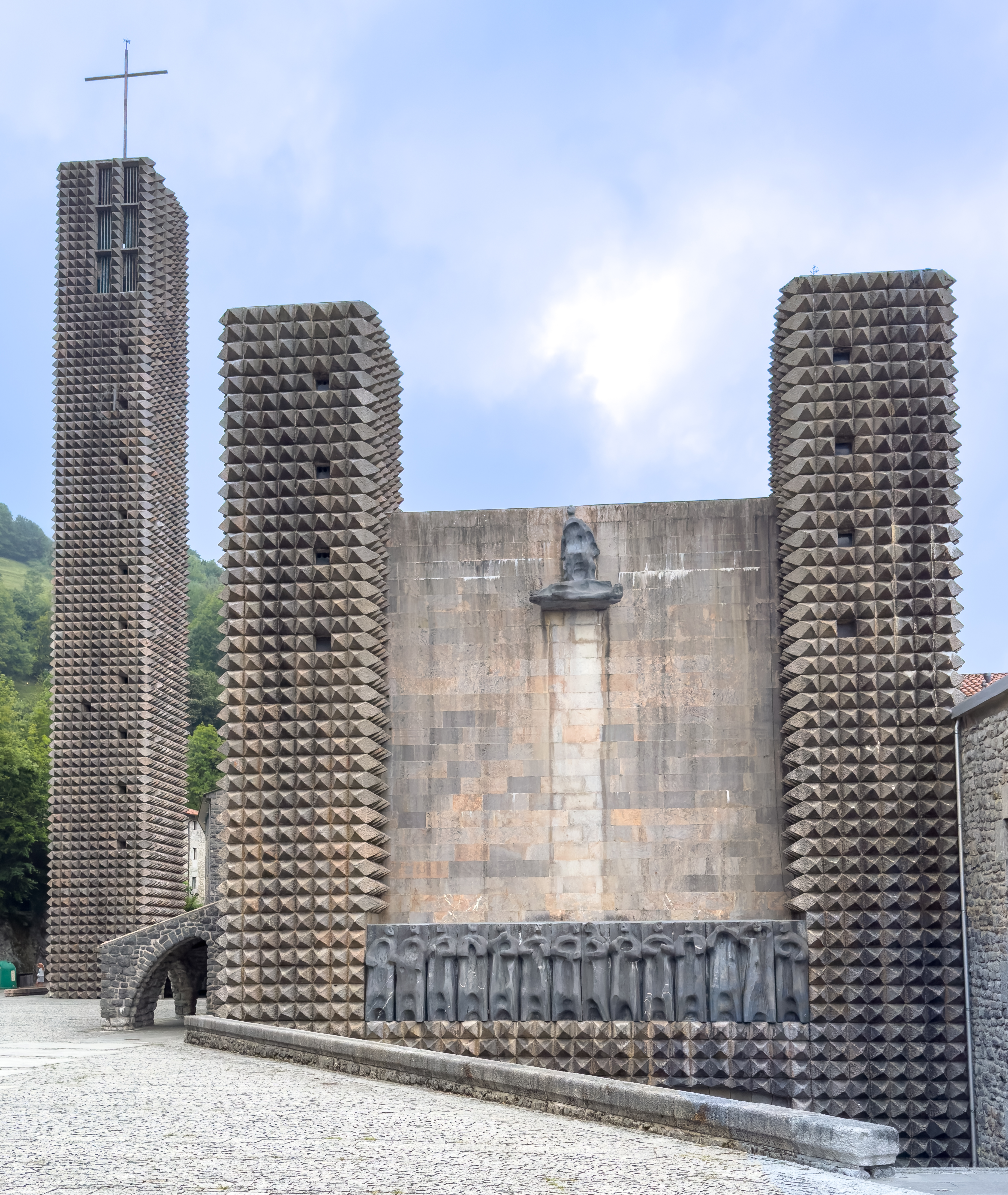
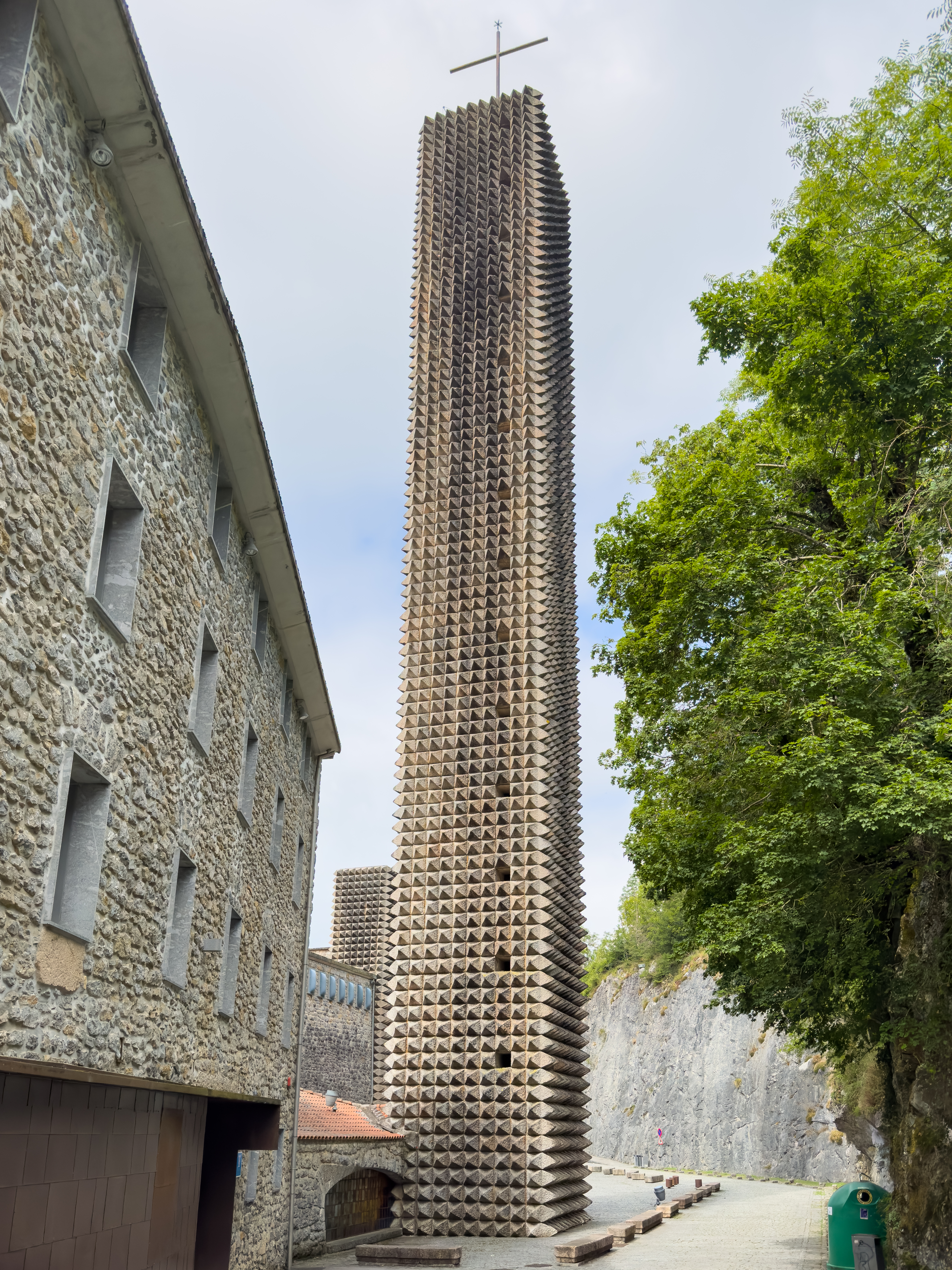
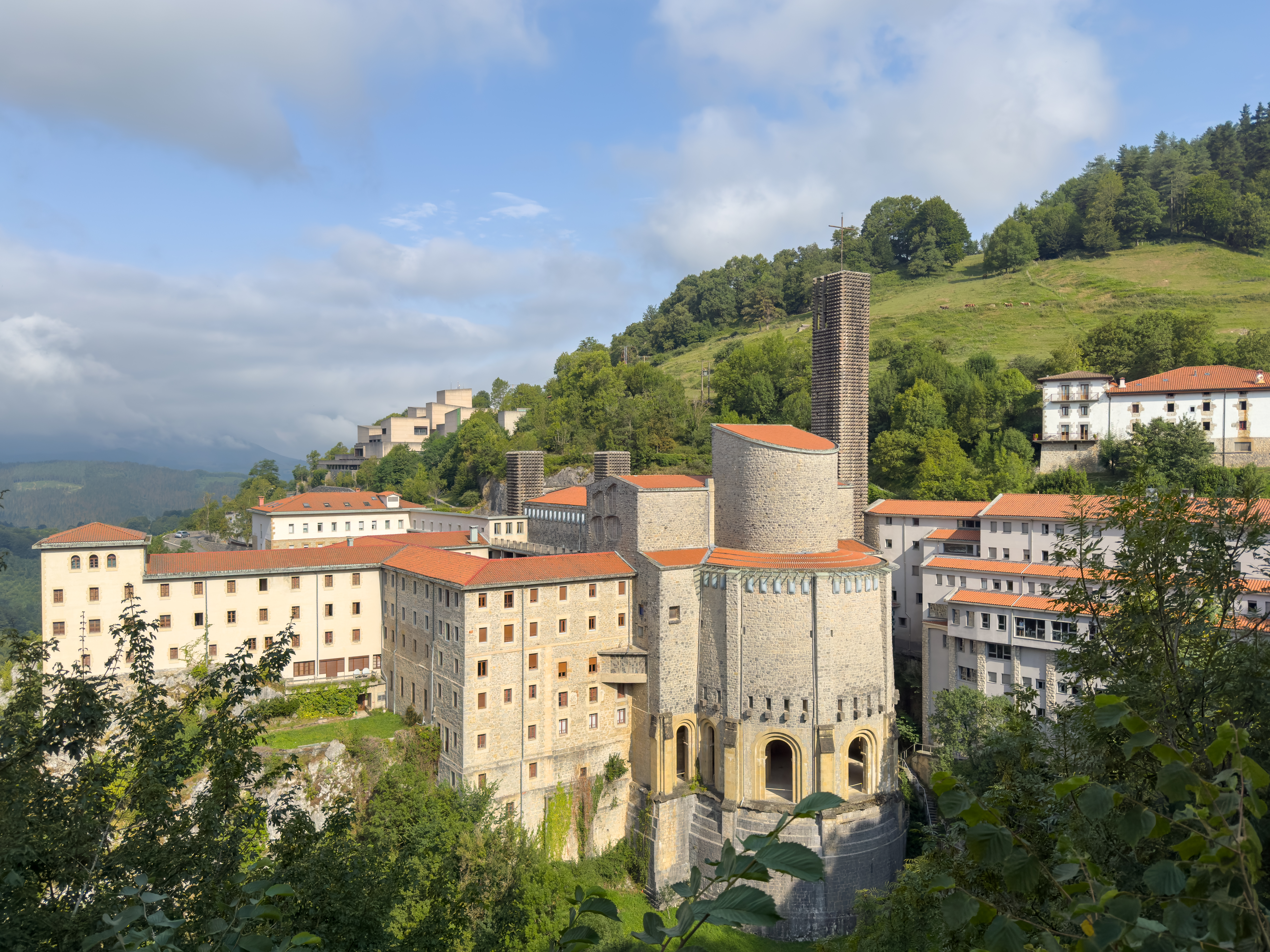
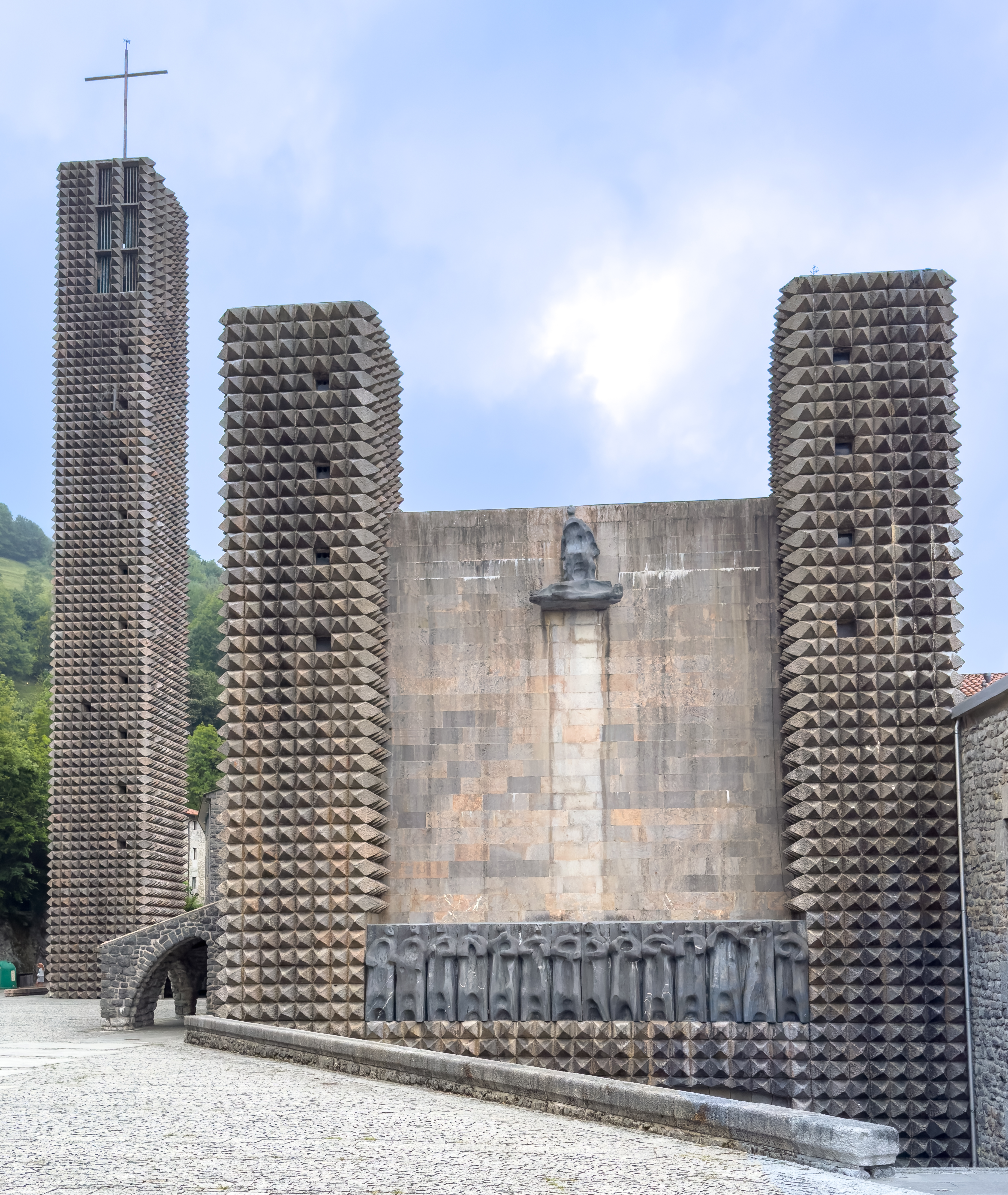
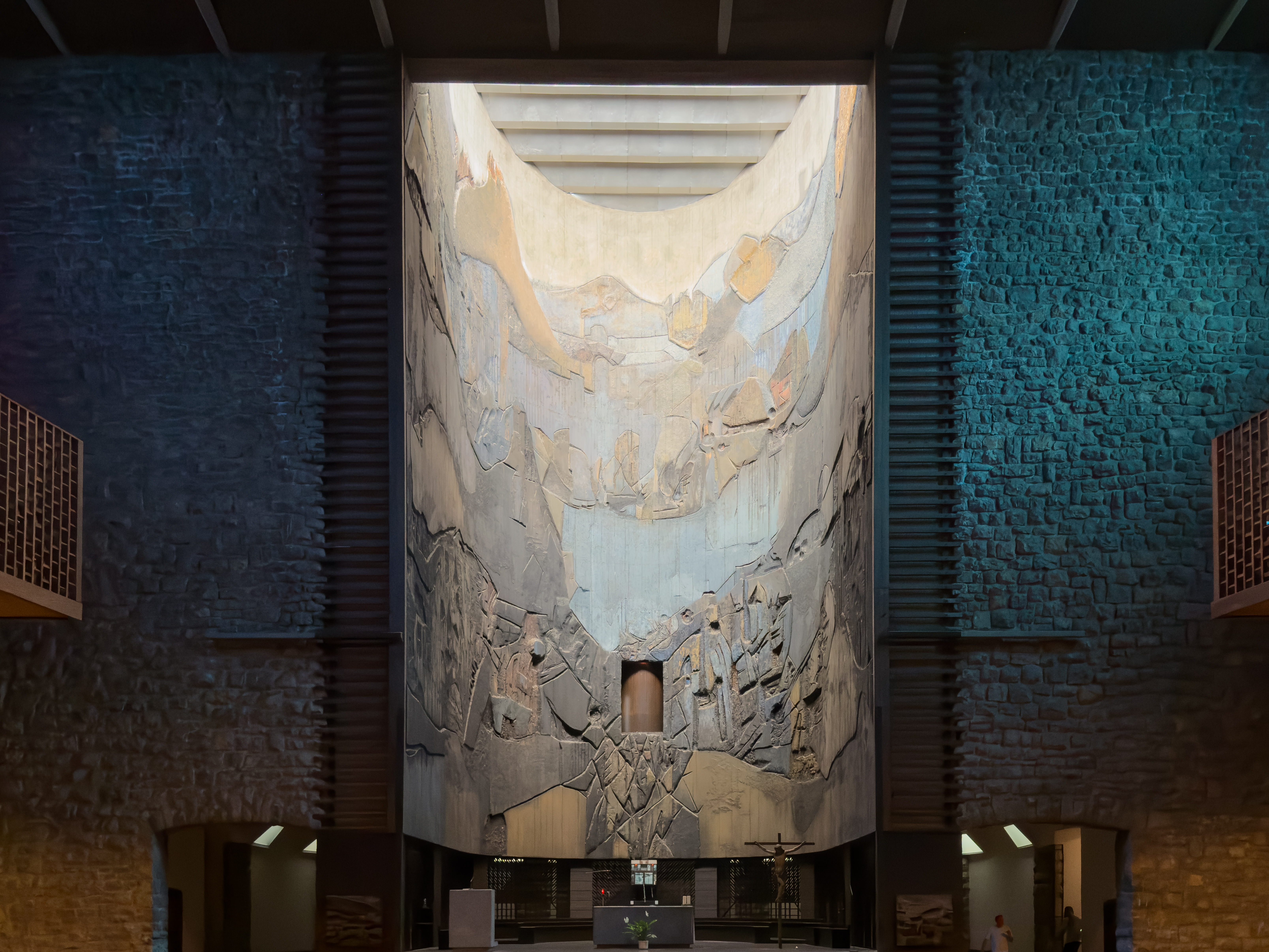
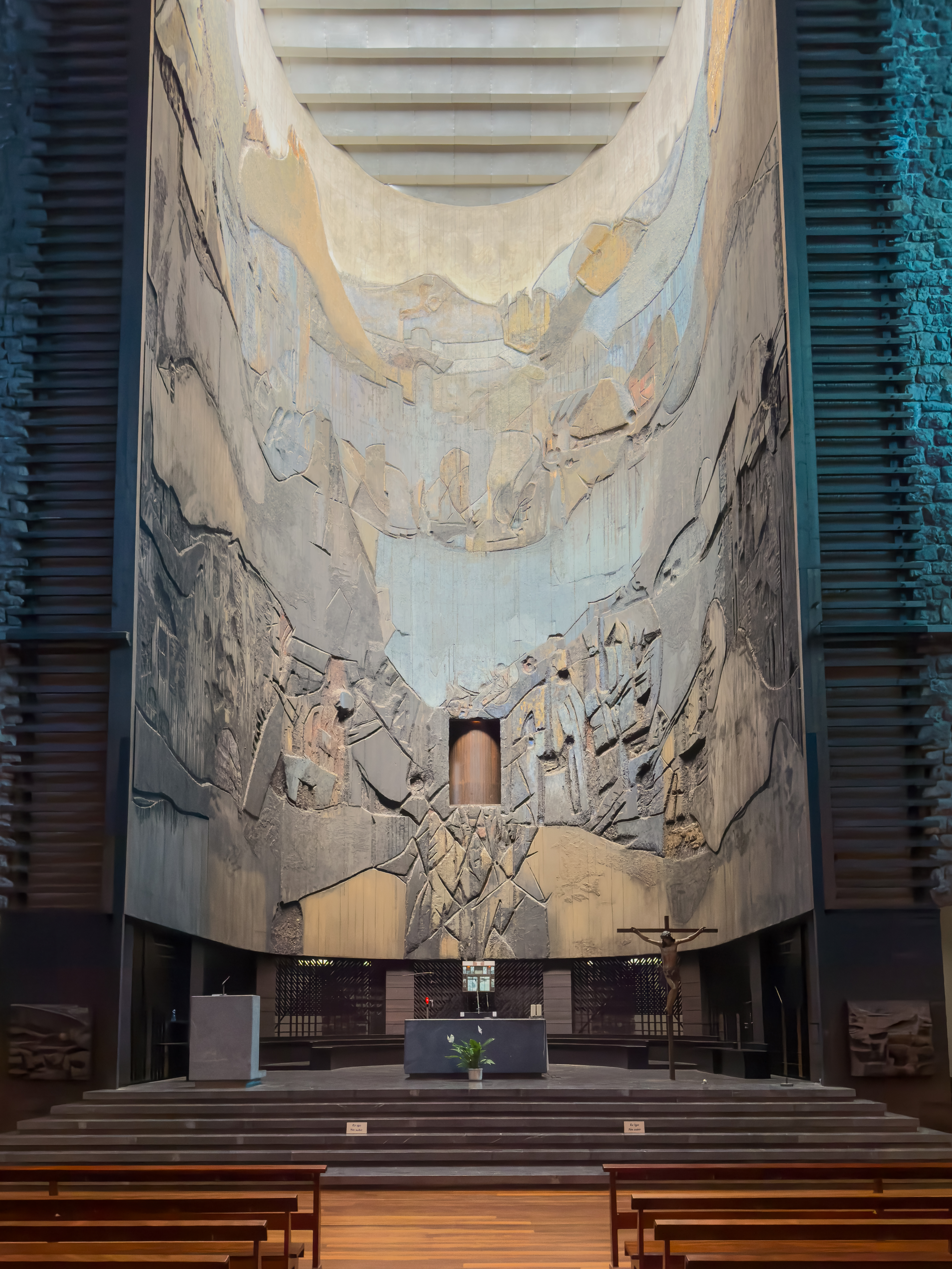
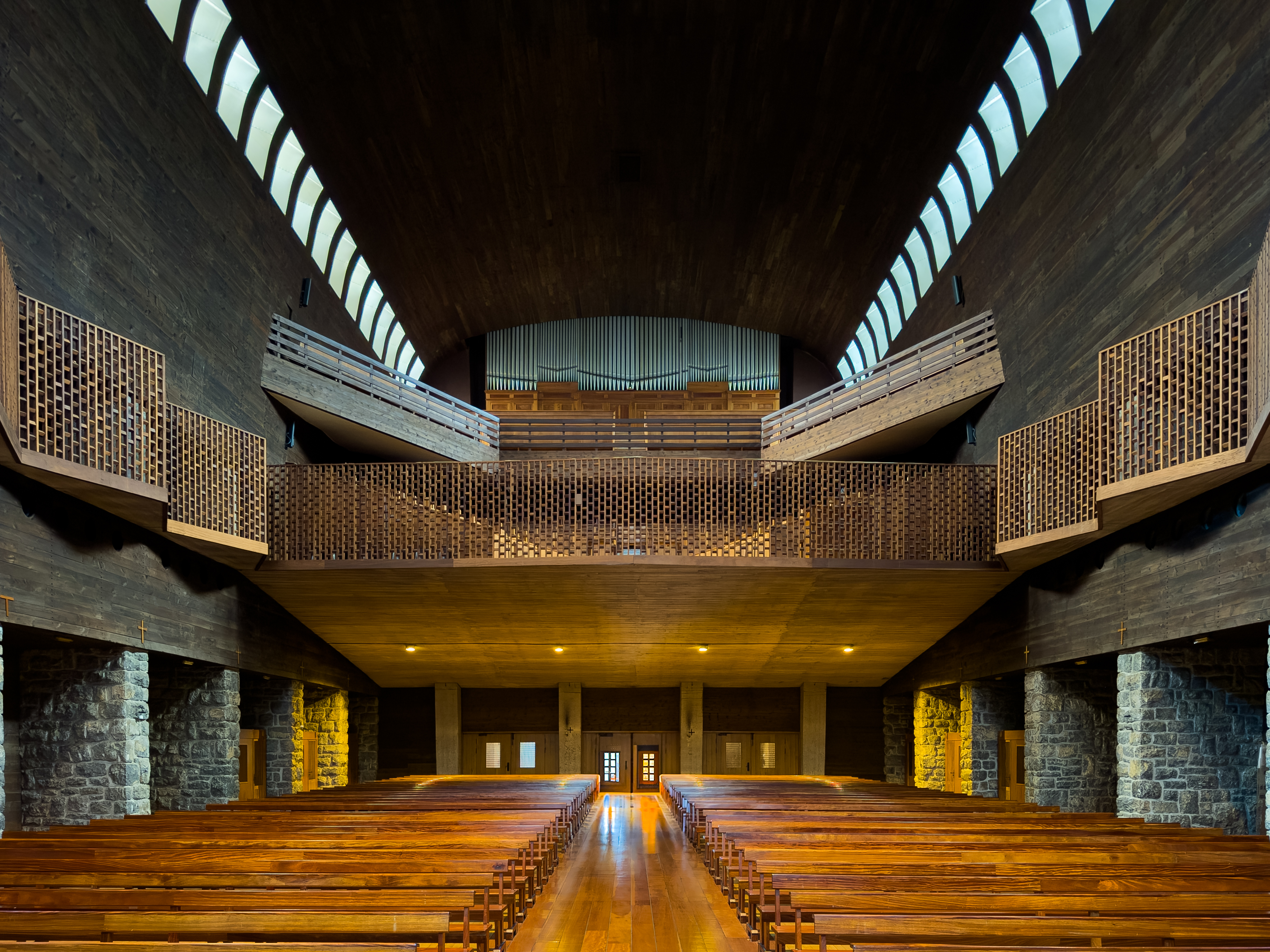
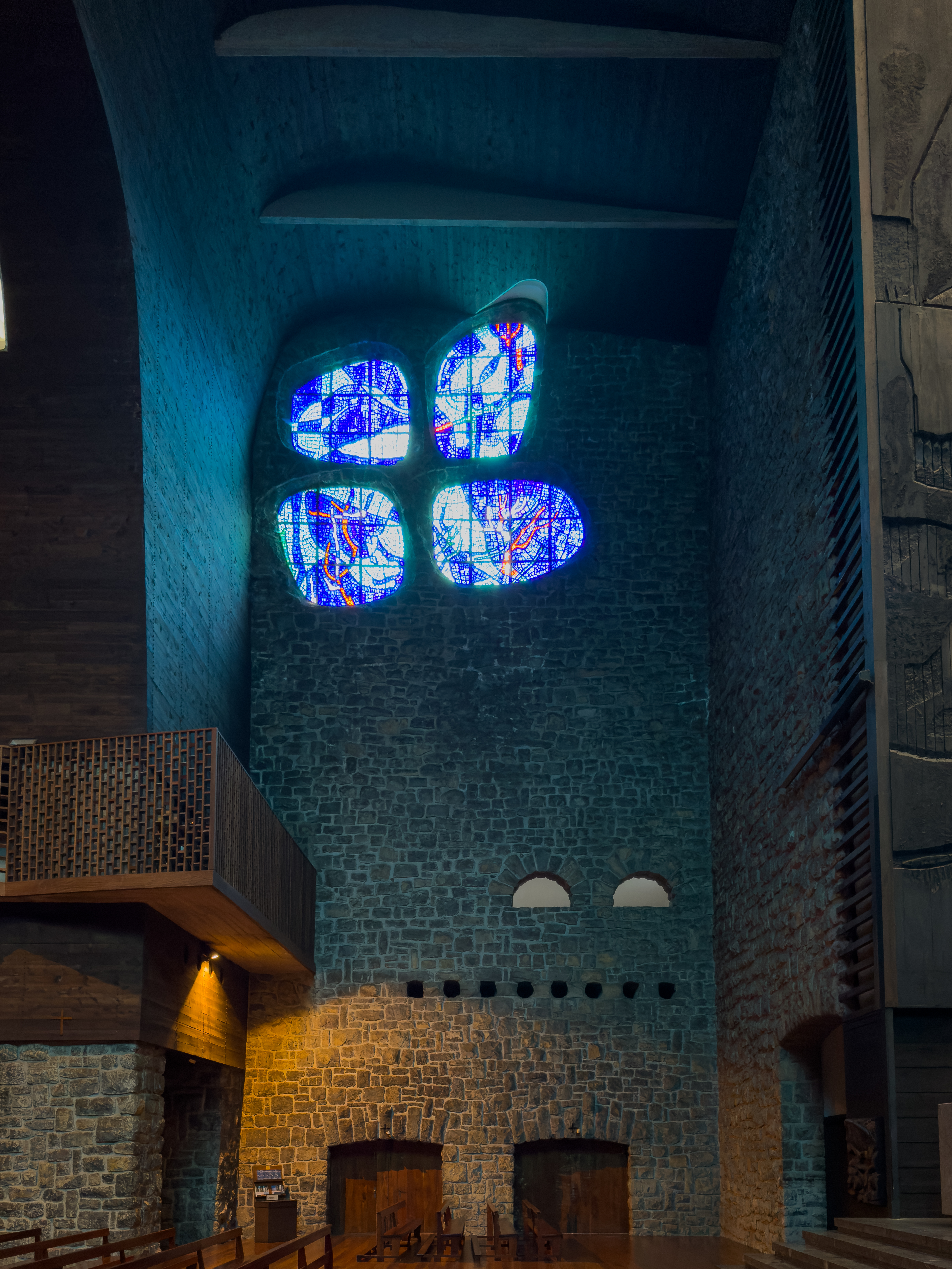